# Collision aérienne de Saint-Nicolas
La collision aérienne de Saint-Nicolas s'est déroulé le 17 mai 1987 non loin du village de Nieukerken-Waes (commune de Saint-Nicolas, province de Flandre-Orientale), entre un Piper PA-28R-200 Cherokee Arrow II immatriculé G-BCKD transportant 4 personnes  et un Cessna A185F immatriculé OO-PCA transportant 5 personnes dont 4 parachutistes, a environ 1000m d'altitude. 
Les 9 occupants furent tués.